# Thiên sứ truyền tin cho Maria

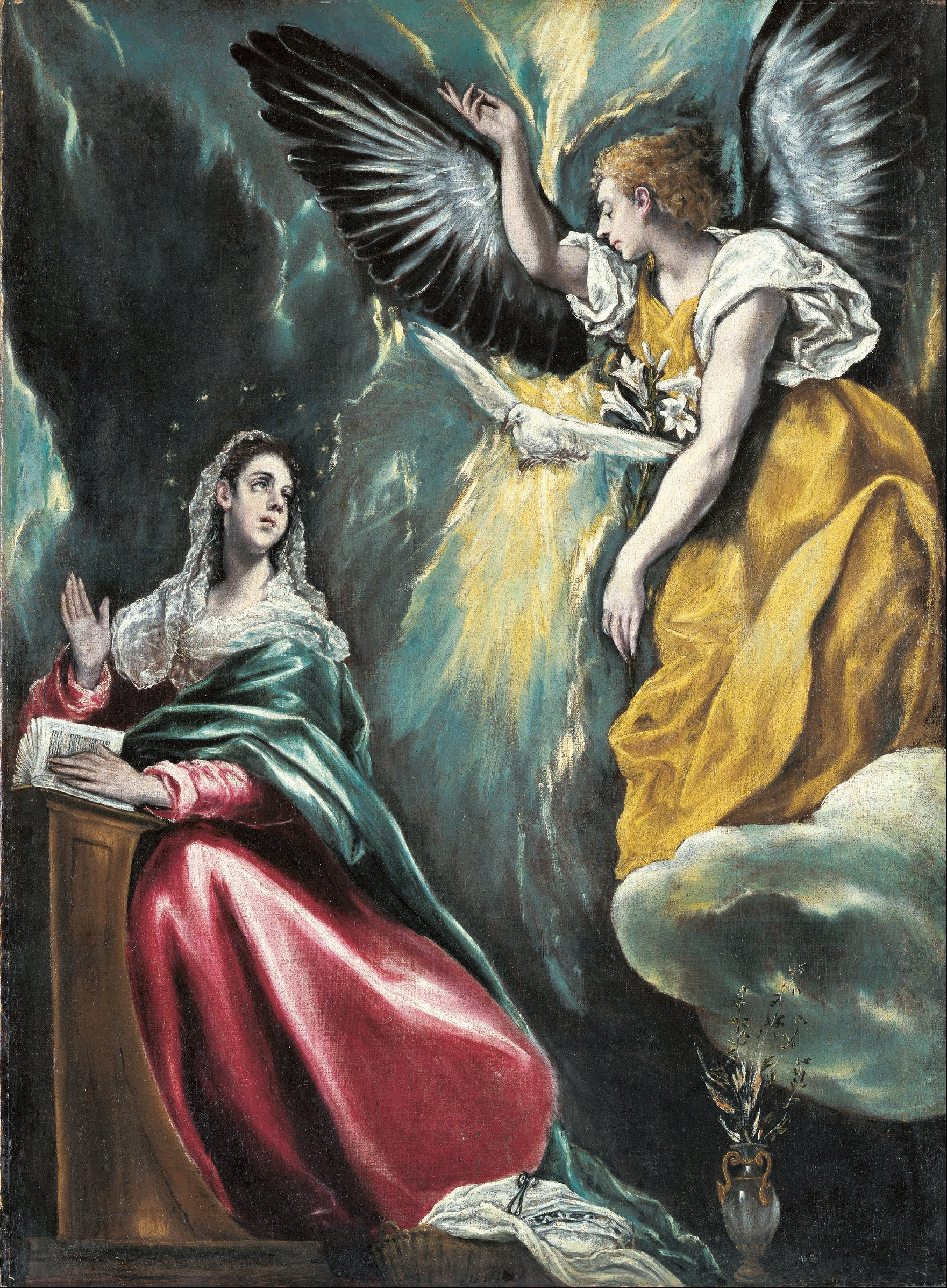
Truyền tin, tranh của El Greco, k. 1590–1603, Bảo tàng mĩ thuật Ohara, Kurashiki, Nhật Bản.

Thiên sứ truyền tin cho Maria là sự kiện thiên sứ Gabriel truyền tin cho Trinh nữ Maria rằng bà sẽ chịu thai và sinh hạ Chúa Giêsu. Sự vâng lời của bà đã khởi đầu cho sự nhập thể của Con Thiên Chúa làm người.
Theo Luca 1:26, sự kiện này xảy ra khi bà Êlisabét mang thai Gioan Baotixita được sáu tháng. Nhiều tín hữu Kitô giáo mừng kính biến cố này vào Lễ Truyền tin ngày 25 tháng 3, trước Lễ Giáng sinh 9 tháng. Truyền thống Kitô giáo sơ khởi tin rằng sự nhập thể và sự chết của Chúa Giêsu diễn ra vào cùng một ngày trong niên lịch, mà theo nhiều nhà thần học Tây phương đó là ngày 25 tháng 3.